# Fomitella
Fomitella es un género de hongos perteneciente a la familia Fomitopsidaceae. El género fue descrito en 1905 por el micólogo estadounidense William Alphonso Murrill, con F. supina como especie tipo.